# ديريك يو
ديريك يو (بالإنجليزية: Derek Yu)‏ هو فنان ألعاب أمريكي، ولد في 2 يوليو 1982 في باسادينا في الولايات المتحدة.

## وصلات خارجية
- ديريك يو على موقع ميوزك برينز (الإنجليزية)